# Teateråret 2002

## Händelser

### Okänt datum
- Staffan Valdemar Holm efterträder Ingrid Dahlberg som chef för Dramaten
- Lars Rudolfsson blir konstnärlig ledare för Orionteatern
- Göran Stangertz blir teaterchef på Helsingborgs stadsteater

## Priser och utmärkelser
- Thaliapriset tilldelas Philip Zandén
- Svenska Akademiens teaterpris tilldelas Gunnel Lindblom
- Staffan Göthe belönas med den kungliga medaljen Litteris et Artibus för framstående insatser
- Cullbergstipendiet tilldelas Örjan Andersson

### Guldmasken
| Kvinnlig huvudroll:             | Helen Sjöholm                        | Chess                                         |
| Manlig huvudroll:               | Tommy Körberg                        | Chess                                         |
| Kvinnlig biroll:                | Ewa Roos                             | Hon jazzade en sommar                         |
| Manlig biroll:                  | Kim Sulocki                          | Hur man lyckas i affärer utan att bli utbränd |
| Kvinnlig huvudroll i talpjäs:   | Suzanne Reuter                       | Vem är rädd för Virginia Woolf?               |
| Manlig huvudroll i talpjäs:     | Thomas Petersson                     | Hotelliggaren                                 |
| Kvinnlig biroll i talpjäs:      | Eva-Lotta Bernström                  | Hotelliggaren                                 |
| Manlig biroll i talpjäs:        | Peter Haber                          | Revisorn                                      |
| Regi:                           | Anders Albien                        | Hotelliggaren                                 |
| Koreografi:                     | Peter Jacobsson och Thomas Caley     | Chess                                         |
| Scenografi:                     | Robin Wagner                         | Chess                                         |
| Kostym:                         | Inger Elvira Pehrsson                | Chess                                         |
| Barn- och Familjeföreställning: | Kategorin finns ej                   |                                               |
| Föreställning:                  | Kategorin finns ej                   |                                               |
| Bäste artist:                   | Kategorin finns ej                   |                                               |
| Teaterchefernas pris:           |                                      |                                               |
| Juryns specialpris:             | Jerry Williams                       | Jerka                                         |
| Privatteatrarnas pris:          | Björn Ulvaeus, Benny Andersson Chess | Anna-Lisa Ericsson 85-årsjubileum             |

Se vidare Vinnare och nomineringar

## Årets uppsättningar

### Oktober
- 4 oktober - Henrik Ibsen pjäs Ett dockhem, i regi av Philip Zandén, börjar spelas på Stockholms stadsteater [1].
- 13 oktober - Martina Montelius pjäs Det epileptiska riktmärket, i regi av Susan Taslimi , börjar spelas på Teater Galeasen i Stockholm [1].

### November
- 3 november - Anton Tjechovs pjäs Morbror Vanja, i regi av Thommy Berggren, börjar spelas på Stockholms stadsteater [1].

### December
- 10 december - Julian Crouch och Phlim McDermott pjäs Pelle Snusk, i regi av Carolina Frände , börjar spelas på Göteborgs stadsteater [1].

### Okänt datum
- Musikalen Chess har sverigepremiär på Cirkus i Stockholm
- På Boulevardteatern spelas Clownen luktar bensin
- Morotsöra, skogens lille rädd(h)are i Gunnebo sommarspel
- Galenskaparna och After Shave firar 20 år med sin elfte gemensamma revy Kasinofeber på Lorensbergsteatern.

### Fotnoter
1. 1 2 3 4   När Var Hur 2004. DN